# Ololygon skuki
Ololygon skuki é uma espécie de anfíbio da família Hylidae. Endêmica do Brasil, pode ser encontrada na Área de Proteção Ambiental do Catolé e Fernão Velho no município de Maceió, no estado de Alagoas, e no município de Paudalho, no estado de Pernambuco.